# Mia Alvar
Mia Alvar (Manila, 1978) è una scrittrice filippina che risiede negli Stati Uniti.

## Biografia
Nata a Manila nel 1978, vive e lavora a Santa Monica.

### Formazione
Ha trascorso l'infanzia in Bahrein dove lavorava un suo zio prima di trasferirsi a Manhattan dove sua madre ha completato gli studi di pedagogia speciale alla Columbia University.
Dopo il diploma alla Marymount School di New York nel 1996, si è laureata nel 2000 all'Harvard College dell'Università di Harvard e nel 2007 ha conseguito un Master of Fine Arts alla Scuola delle Arti presso la Columbia University.

### Carriera letteraria
Completati gli studi è tornata nelle Filippine per assistere la nonna malata e ha iniziato a scrivere i primi racconti sulla vita di filippini immigrati negli Stati Uniti e nel Medio Oriente.
Nove di queste storie sono confluite nella sua opera di debutto, la raccolta di racconti In the Country uscita nel 2015.
Tradotta in italiano con il titolo Famiglie ombra due anni dopo, è composta da 8 racconti e una novella (dal titolo In the Country) ambientati tra Manila, il Bahrein e New York con protagonisti principali filippini espatriati.
L'opera ha ricevuto una buona accoglienza da parte della critica ed è stata insignita del Premio Janet Heidinger Kafka nel 2015 (destinato alle migliori opere di prosa scritte da donne, solo la terza raccolta di racconti a ricevere il premio dal 1975) e del Premio PEN/Robert W. Bingham (riservato alla migliore raccolta di racconti di debutto) l'anno successivo.

## Opere

### Raccolte di racconti
- Famiglie ombra (In the Country: Stories, 2015), Roma, Racconti, 2017 traduzione di Gioia Guerzoni ISBN 978-88-99767-08-2.

## Premi e riconoscimenti

### Vincitrice
Premio Janet Heidinger Kafka
- 2015 con Famiglie ombra[13]

Premio PEN/Robert W. Bingham
- 2016 con Famiglie ombra[14]